# Greenville, New York
Greenville är en kommun (town) i Greene County i delstaten New York, USA.